# 会津坂本站
會津坂本站（日语：／ Aizu-sakamoto eki */?）是一個位於福島縣河沼郡會津坂下町大字坂本字上新田丁，屬於東日本旅客鐵道（JR東日本）只見線的鐵路車站。

## 車站結構
側式月台1面1線的地面車站。以往有站員駐站時，是木造站房，改為無人站後，拆除木造站房，利用報廢的篷車（有蓋貨車）改裝為簡易站房。

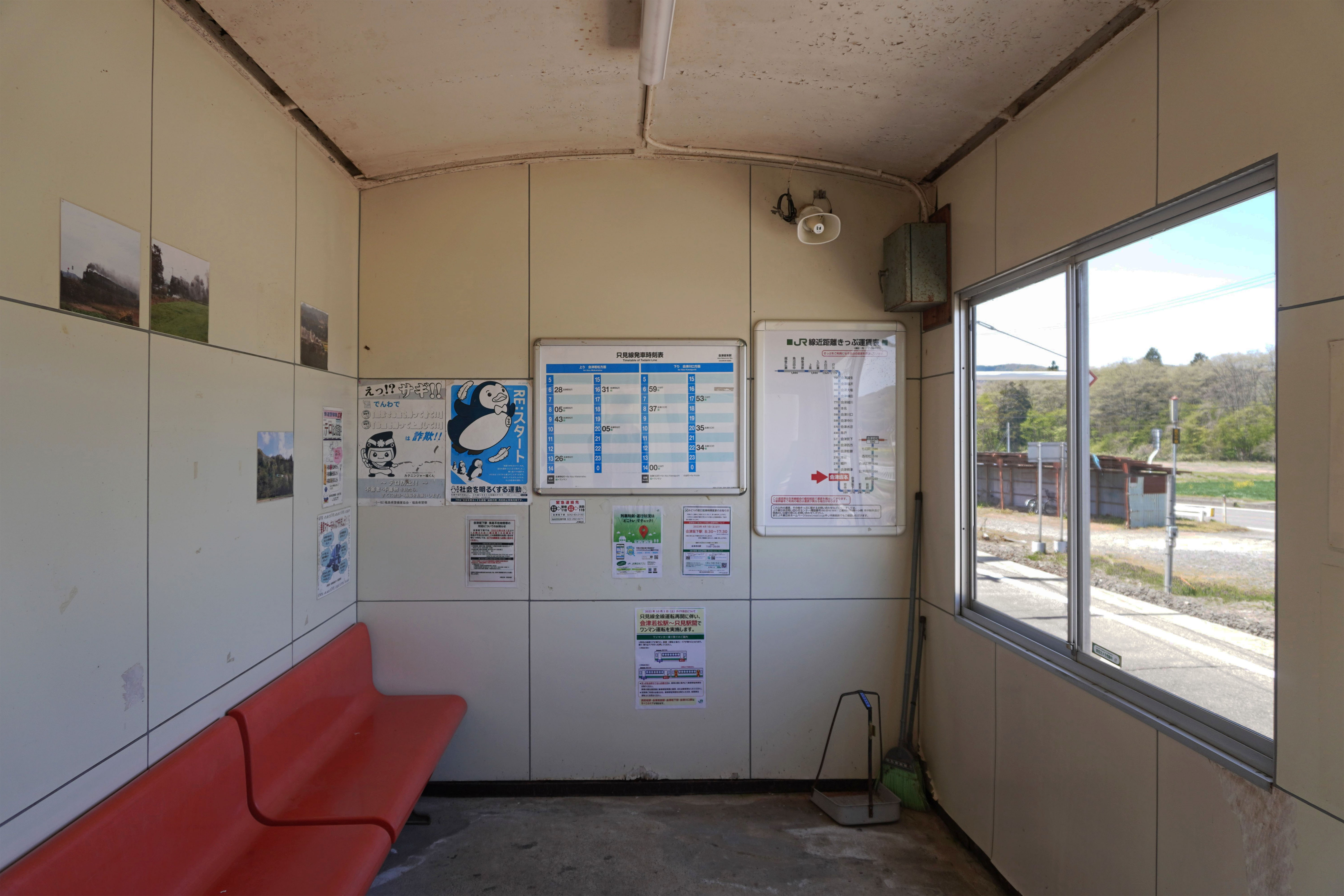
候車室內（2023年4月）

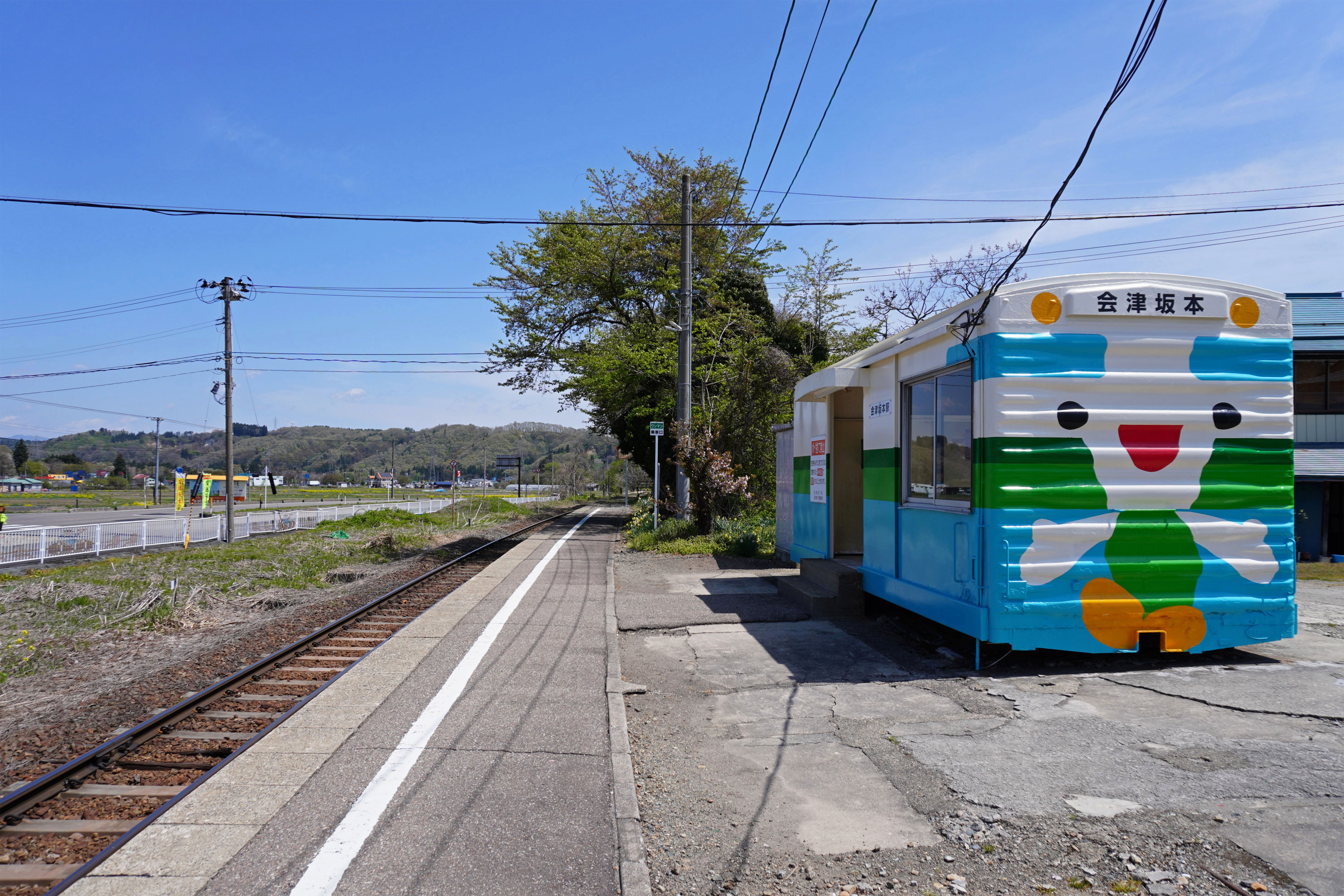
月台（2023年4月）

## 相鄰車站
東日本旅客鐵道
■只見線
塔寺－會津坂本－會津柳津